# Maula stigmatus
Maula stigmatus is een insect uit de familie van de mierenleeuwen (Myrmeleontidae), die tot de orde netvleugeligen (Neuroptera) behoort. 
Maula stigmatus is voor het eerst wetenschappelijk beschreven door Navás in 1912.